# Бурчак-Михайлівка
Бурча́к-Миха́йлівка — село в Україні, у Луганській міській громаді Луганського району Луганської області. Населення становить 220 осіб. З 2014 року є окупованим.

## Історія
До 1917 року — Катеринославська губернія, Слов'яносербський повіт; у радянський період — Новосвітлівський та Ворошиловградський райони. Два німецькі села — Бурчак (Калинівка) та Михайлівка (Луначарівка). У користуванні німецької громади 761 десятин землі, станом на 1926 рік.
7 (20) листопада 1917 року, відповідно до Третього Універсалу Української Центральної Ради, увійшло до складу Української Народної Республіки.  

## Населення
На 1915 рік 103 жителів — з них 95 німців. 85 мешканців — 70 німців станом 1926 рік.
За даними перепису 2001 року населення села становило 220 осіб, з них 18,18 % зазначили рідною мову українську, а 81,82 % — російську.